# We Must Become the Change We Want to See
We Must Become the Change We Want to See è un DVD registrato dai The Sound of Animals Fighting, pubblicato su Equal Vision Records nel 2007. Lo show da cui è tratto il disco è l'ultimo eseguito dalla band, più precisamente quello alla House of Blues di Anaheim, California del 27 agosto 2006. La frase è una citazione di uno dei cinque insegnamenti del Mahatma Gandhi ("We must become the change we want to see in the world") riguardo alle modifiche da apportare alla nostra stessa vita per portare la pace nel mondo.

## Tracce
1. "The Heretic
2. "Act I: Chasing Suns"
3. "Act II: All is Ash or the Light Shining Through It"
4. "Act III: Modulate Back to the Tonic"
5. "Un'aria"
6. "Skullflower"
7. "My Horse Must Lose"
8. "Horses in the Sky"
9. "Stockhausen, es ist Ihr Gehirn, das ich Suche"
10. "This Heat"
11. "Act IV: You Don't Need A Witness"

## Formazione
| Ruolo          | Nome                          | Animale  |
| -------------- | ----------------------------- | -------- |
| Voce           | Rich Balling (Rx Bandits)     | Usignolo |
| Basso          | Joseph Troy (Rx Bandits)      | Polpo    |
| batteria       | Chris Tsagakis (Rx Bandits)   | Lince    |
| Chitarra, Voce | Matt Embree (Rx Bandits)      | Tricheco |
| Chitarra       | Steve Choi (Rx Bandits)       | Koala    |
| Voce           | Anthony Green (Circa Survive) | Puzzola  |

### Ospiti
| Ruolo          | Nome                        | Animale  |
| -------------- | --------------------------- | -------- |
| Voce           | Craig Owens (Chiodos)       | Ariete   |
| Voce, Chitarra | Keith Goodwin (Days Away)   | Pinguino |
| Percussioni    | Chris Sheets (Rx Bandits)   | Cane     |
| Percussioni    | Ryan Baker                  | Iena     |
| voce, Tastiera | Matthew Kelly (The Autumns) | Lupo     |
| Tastiere       | Bradley Bell (Chiodos)      |          |

## Curiosità
- Durante l'intera durata del concerto, sullo schermo dietro la band è proiettato il film muto Metropolis (Fritz Lang, 1927).